# Ophiorrhiza leptantha
Ophiorrhiza leptantha är en måreväxtart som beskrevs av Asa Gray. Ophiorrhiza leptantha ingår i släktet Ophiorrhiza och familjen måreväxter. Inga underarter finns listade i Catalogue of Life.